# Kajoran (Karanggayam)
Kajoran is een bestuurslaag in het regentschap Kebumen van de provincie Midden-Java, Indonesië. Kajoran telt 3233 inwoners (volkstelling 2010).